# Shannon Kook
Shannon Xiao Lóng Kook-Chun (Johannesburg, 9 febbraio 1987) è un attore sudafricano, noto principalmente per il ruolo di Zane Park in Degrassi: The Next Generation e di Jordan Green nella serie post-apocalittica The 100.

## Biografia
Shannon Xiao Lóng Kook-Chun è nato e cresciuto a Johannesburg, in Sudafrica. Si è poi trasferito a Montreal per frequentare la National Theatre School of Canada.
Il suo primo ruolo è stato nella serie televisiva canadese Being Erica nel 2009. È meglio conosciuto per il ruolo di Zane Park in Degrassi: The Next Generation e per il ruolo di Duncan nella serie Shadowhunters. 
Nel 2014, Kook è stato scelto come una delle stelle nascenti ai Toronto International Film Festival. Tra il 2015 e il 2016 ha partecipato alla webserie Carmilla e nel 2017 ha preso parte ad un'altra webserie, Running With Violet. 
Il 19 gennaio 2018, è stato annunciato che Kook avrebbe interpretato Lucas, nella serie televisiva The 100. Questa si è però rivelata una "pista falsa". Kook, infatti, interpreta Jordan Jasper Green, il figlio di Monty Green e di Harper McIntyre.

## Filmografia

### Cinema
- Requiem for Romance, regia di Jonathan Ng (2012)
- L'evocazione - The Conjuring (The Conjuring), regia di James Wan (2013)
- Empire of Dirt, regia di Peter Stebbings (2013)
- Hunting Season, regia di Will Bowes (2013)
- The Dependables, regia di Sidney J. Furie (2014)
- Dirty Singles, regia di Alex Pugsley (2014)
- Dark Places - Nei luoghi oscuri (Dark Places), regia di Gilles Paquet-Brenner (2015)
- A Christmas Horror Story, regia di Grant Harvey, Steven Hoban e Brett Sullivan (2015)
- The Conjuring - Il caso Enfield (The Conjuring 2), regia di James Wan (2016)
- Goliath, regia di Luke Villemaire (2017)
- Man Eater, regia di Shawn Gerrard (2017)
- The Nun - La vocazione del male (The Nun), regia di Corin Hardy (2018)
- The Conjuring - Per ordine del diavolo (The Conjuring: The Devil Made Me Do It), regia di Michael Chaves (2021)

### Televisione
- Being Erica – serie TV, episodio 2x04 (2009)
- The Border – serie TV, episodio 3x06 (2009)
- Cra$h & Burn – serie TV, episodio 1x04 (2009)
- Durham County – serie TV, 5 episodi (2010)
- Degrassi: The Next Generation – serie TV, 19 episodi (2010-2011)
- Baxter – serie TV, 10 episodi (2010-2011)
- Aaron Stone – serie TV, 2 episodi (2010)
- Rookie Blue – serie TV, episodio 2x13 (2011)
- XIII – serie TV, 2 episodi (2012)
- Holidaze - Il Ringraziamento con i miei (Holidaze), regia di Jerry Ciccoritti – film TV (2013)
- Carmilla – webserie, 6 episodi (2015-2016)
- Private Eyes – serie TV, episodio 1x07 (2016)
- Incorporated – serie TV, 2 episodi (2017)
- I misteri di Thornwood Heights (Thornwood Heights), regia di Don McBrearty – film TV (2017)
- Running With Violet – webserie, 5 episodi (2017)
- Shadowhunters – serie TV, 2 episodi (2017)
- The 100 – serie TV, 30 episodi (2018-2020)
- Impulse – serie TV, episodi 2x04-2x09 (2019)
- Nancy Drew - serie TV, episodio 2x12 (2021)

## Doppiatori italiani
Nelle versioni in italiano delle opere in cui ha recitato, Shannon Kook è stato doppiato da:
- Alessio Puccio ne L'evocazione - The Conjuring, The Conjuring - Per ordine del Diavolo
- Daniele Giuliani in Holidaze - Il Ringraziamento con i miei, Reacher
- Stefano Crescentini in Dark Places - Nei luoghi oscuri
- Federico Viola in Shadowhunters
- Manuel Meli in The 100